# Савез хокеја на леду Израела
Савез хокеја на леду Израела (хебр. ההתאחדות הישראלית להוקי קרח) кровна је спортска организација задужена за хокеј на леду на подручју Државе Израел. Пуноправни је члан Међународне хокејашке федерације (ИИХФ) од 1. маја 1991. године. 
Седиште Савеза налази се у највећем граду земље Тел Авиву.

## Историјат хокеја у Израелу
Први терен за хокеј на леду у Израелу отворен је у априлу 1986. у близини Хаифе, док је први терен стандардних димензија за овај спорт отворен у Метули 1994. године (са две бочне трибине). Године 1988. основана је национална Федерација хокеја на леду и уметничког клизања. Савез је 1. маја 1991. постао пуноправни члан ИИХФ, а 1994. променио име и делатност фокусиравши се искључиво на хокејашки спорт (Савез хокеја на леду Израела).
До интензивнијег развоја хокеја на леду у Израелу долази почетком деведесетих година прошлог века доласком неколико професионалних тренера из Русије, од којих се посебно истицао Борис Миндел који у Метули оснива јуниорску школу хокеја. Канадски тренер Роџер Нилсон је 1997. отворио хокејашки тренинг камп такође у Метули. У тренинг кампу поред младих израелских играча активно учествују и играчи са подручја Северне Америке. 
За развој хокеја у Израелу од великог значаја је и оснивање друштва Канадски пријатељи СХЛ Израела основаног у Монтреалу 1991. Организација коју су основали Канађани израелског порекла, активно учествује у прикупљању средстава за развој овог спорта у Израелу (како новчаних, тако и у виду опреме). Захваљујући њиховој помоћи у Метули је 2010. отворена Канадско-израелска дечија школа хокеја.

## Такмичења
Хокејашки савез Израела у земљи организује национално лигашко такмичење за сениоре, те турнире за бројне млађе узрасне категорије. Савез је такође задужен и за рад националне сениорске репрезентације. 
Инаугурална сезоне Националне хокејашке лиге Израела одржана је током јуна месеца 1990. уз учешће 4 екипе (ХК Бат Јам, ХК Јерусалим капиталси, ХК Хаифа хоукси и ХК Рамат Ган), а први национални првак постала је екипа из Хајфе. Лига није играна 1992. и 1993, а од 1994. одржава се редовно. 
Од сезоне 2012/13. лига је подељена у две дивизије: елитну (коју је чинило 7 екипа) и националну (са 8 учесника).
Репрезентација Израела свој први (додуше неслужбени) меч одиграла је 1989. године, а противник је била екипа састављена од канадских војника који су служили у том подручју као део мировних снага Уједињених нација. 
Дебитантски наступ на светским првенствима селекција Израела имала је 1992. у Јужноафричкој Републици, на првенству групе Ц2 на ком су заузели 4, односно укупно 30. место. Од тада селекција Израела је редован учесник свих светских првенстава. 
Највећи успех репрезентација је остварила 2005. када су у групи Б друге дивизије успели да освоје прво место и пласирају се у прву дивизију светског првенства. 
На првенству треће дивизије 2011. Израелци су поред првог места остварили и највећу победу у историји савладавши селекцију Грчке са 26:2.

## Савез у бројкама
Према подацима ИИХФ за 2013. у Израелу је регистровано укупно 653 играча од чега се њих 270 професионално бави хокејом. Женски хокеј је са свега 9 регистрованих играчица још увек у повојима. Судијску лиценцу локалног савеза поседује 5 судија. Хокејашку инфраструктуру чине два затворена терена по ИИХФ стандардима и неколико мањих терена намењених локалним такмичењима. 